# Hypericum hecatophyllum
Hypericum hecatophyllum är en johannesörtsväxtart som beskrevs av John Wright. Hypericum hecatophyllum ingår i släktet johannesörter, och familjen johannesörtsväxter. Inga underarter finns listade i Catalogue of Life.